# Lista de regiões do Gana por área
A tabela a seguir apresenta uma lista das 16 regiões do Gana  classificadas por ordem de sua área de superfície.  
| Classificação | Região         | km2    |
| ------------- | -------------- | ------ |
| 1             | Norte          | 70,384 |
| 2             | Ashanti        | 24,389 |
| 3             | Oriental       | 23,941 |
| 4             | Volta          | 20,570 |
| 5             | Ocidental      | 19,323 |
| 6             | Alto Ocidental | 18,476 |
| 7             | Central        | 9,826  |
| 8             | Alto Oriental  | 8,842  |
| 9             | Grande Accra   | 3,245  |
| 10            | Savannah       |        |
| 11            | Nodeste        |        |
| 12            | Bono Ociental  |        |
| 13            | Oti            |        |
| 14            | Ahafo          |        |
| 15            | Bono           |        |
| 16            | Noroeste       |        |

Anterior
| Rank | Região        | km²    |
| ---- | ------------- | ------ |
| 1    | Northern      | 70,384 |
| 2    | Brong-Ahafo   | 39,557 |
| 3    | Ashanti       | 24,389 |
| 4    | Western       | 23,941 |
| 5    | Volta         | 20,570 |
| 6    | Eastern       | 19,323 |
| 7    | Upper West    | 18,476 |
| 8    | Central       | 9,826  |
| 9    | Upper East    | 8,842  |
| 10   | Greater Accra | 3,245  |